# نواب مصطفى خان شفت
نواب مصطفى خان شفته (1809-1869) كان شاعرًا وناقدًا أرديًا، ومعاصرًا لميرزا غالب. وكان شفت وحصراتي خُلاصه.
ولد في دلهي، وكان ينتمي إلى عائلة بارزة من مالكي الأراضي من بانجاش [الإنجليزية] الهندستاني باثان.  وكان من بين أقاربه نواب فروخاباد [الإنجليزية] والمتمرد واليداد خان من بارباستي [الإنجليزية]. وكان صهره هو القائد الشهير إسماعيل بك حمداني. شملت ممتلكاته جاجير بالوال في جورجاون وجهانجير آباد في ميرت.
تلقى مصطفى خان تعليمه المبكر على يد معلمين مشهورين مثل ميان جي مال مال والحاج محمد نور نقشبندي. بدأ في تأليف الشعر عندما كان مراهقًا، وأصبح معروفًا في نهاية المطاف كعضو بارز في الدائرة الأدبية في دلهي التي ضمت غالب، ومحمد زاوق [الإنجليزية]، ومؤمن خان [الإنجليزية]. وكان قريبًا بشكل خاص من غالب، ووقف بجانبه كصديق وراعٍ، وساعده في أوقات الحاجة، وكان يزوره في السجن عندما كان في ورطة مع السلطات. وكان منزله معروفًا كمكان لإقامة المآدب الشعرية ومركز للنشاط الشعري والرعاية.
بعد ثورة 1857، ألقي موتيني القبض على شفت للاشتباه في تورطه مع المتمردين ضد البريطانيين، بسبب علاقاته الوثيقة مع بهادر شاه ظفر وعلاقته مع وليداد خان وإسماعيل بك. وحُكم عليه بالسجن لمدة سبع سنوات وتمت مصادرة ممتلكاته، ولم يُسترد سوى نصفها لاحقًا عند الاستئناف. وقد اشترى ابنه نواب إسحاق خان السجن الذي احتجز فيه فيما بعد، وورث لقبه وممتلكاته، وتم بناء منزل العائلة التاريخي قلعة مصطفى [الإنجليزية] في الموقع، مع دمج غرفة السجن الأصلية في التصميم.

## الوفاة والإرث
توفي نواب مصطفى خان شفت عام 1869 في مقر إقامته في كوتشا تشيلان، دلهي. تم دفنه في مقبرة عائلته بالقرب من حضرة نظام الدين دارغا.
كان ابنه نواب إسحاق خان شخصية بارزة في حركة عليكرة، وكان حفيده نواب محمد إسماعيل خان [الإنجليزية]، السياسي الشهير في الرابطة الإسلامية والموقع على أول دستور هندي.

## الكتابات
كان شعر شفت رومانسيًا في طبعه. تظهر فتاتان بكثرة في كتاباته. ومن بينهم رامجو، وهي فتاة راقصة وشاعرة كتبت تحت اسم "نازكات". في منتصف عمره، أدى شفت فريضة الحج، وخلالها تحطمت سفينته على جزيرة غير مأهولة، وتم إنقاذه هو ورفاقه من الغرق بعد عدة أسابيع. وقد سجل هذا الحدث في روايته القصيرة عن الرحلة. بعد الحج، أصبح شفت أكثر تدينًا وأصبحت كتاباته روحانية ومتزهدة في لهجتها. حظيت كتاباته بإشادة واسعة النطاق لبساطتها ووضوحها ونقاء أسلوبها. ومن بين المعجبين به غالب، وحسرت مهني، وألطاف حسين حالي [الإنجليزية] الذين كتبوا:
حالي يستفيد في شعره من شفت، يُعجب بجمال أسلوب غالب، ويقلّد أسلوب مير.
كان شفت يطلب النصيحة أو "الإصلاح" في شعره الأردي من مؤمن، وفي شعره الفارسي من غالب. كما ألّف تاريخًا مبكرًا للشعر الأردي بعنوان "گلشنِ بے خار" (الحديقة الخالية من الأشواك).